# Ogród Zoologiczny w Belgradzie

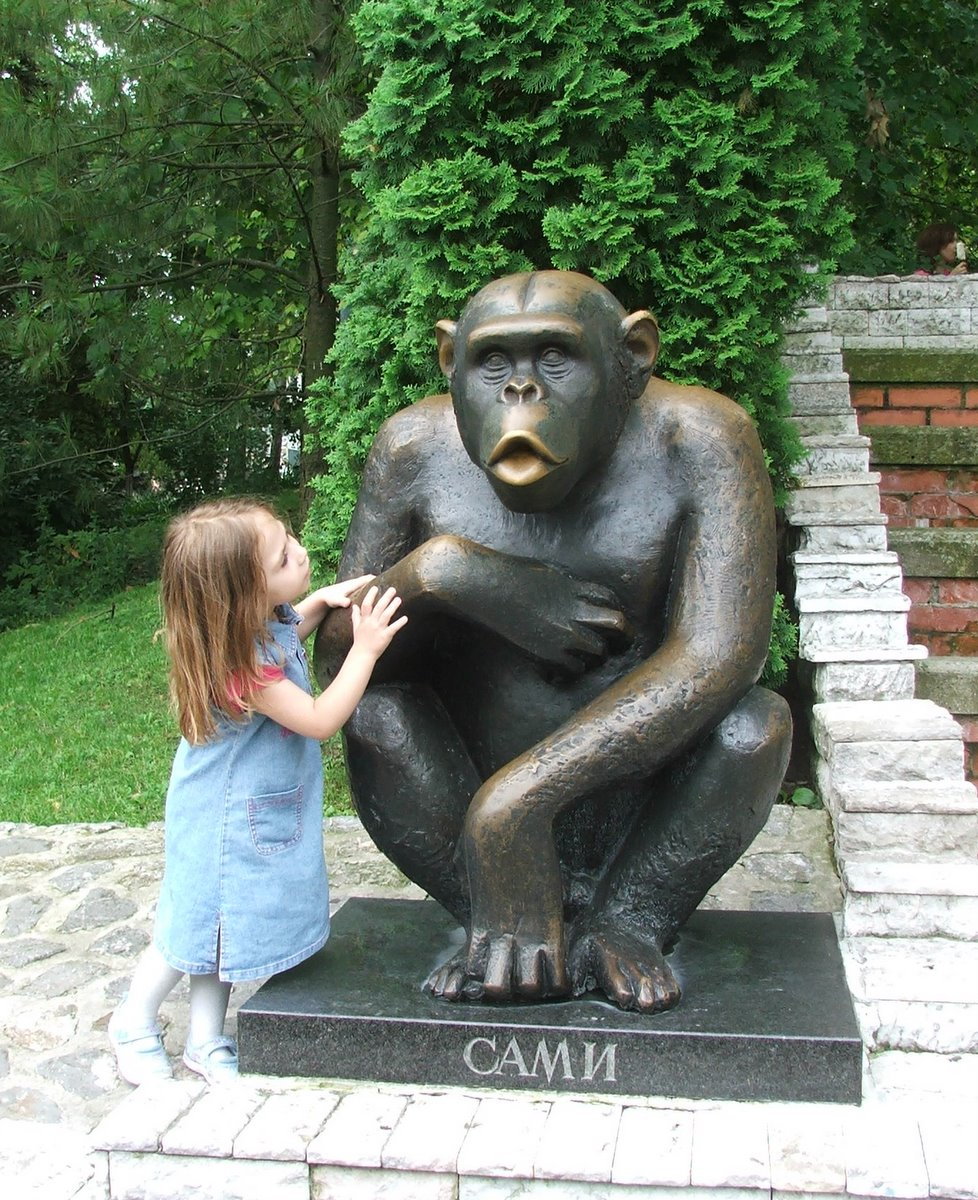
pomnik szympansa o imieniu Sami

Ogród Zoologiczny w Belgradzie – mieści się w samym centrum Belgradu, w twierdzy i parku Kalemegdan. Został założony w 1936 roku. Zajmuje powierzchnię 7 ha i ma 2000 zwierząt (270 gatunków).
Jego dzisiejszy wygląd został stworzony przez wiele wybudowanych obiektów, nowe fontanny pitne, rzeźby drewniane oraz żłobek dla młodych zwierząt - Baby Zoo.

## Historia
Zoo oficjalnie otworzył burmistrz Belgradu 12 lipca 1936 r. W czasie II wojny światowej infrastruktura zoo została całkowicie zniszczona i dużo zwierząt nie przetrwało z powodu bombardowania Belgradu w 1941 roku. Po wojnie zoo straciło siedem hektarów ziemi.

## Galeria

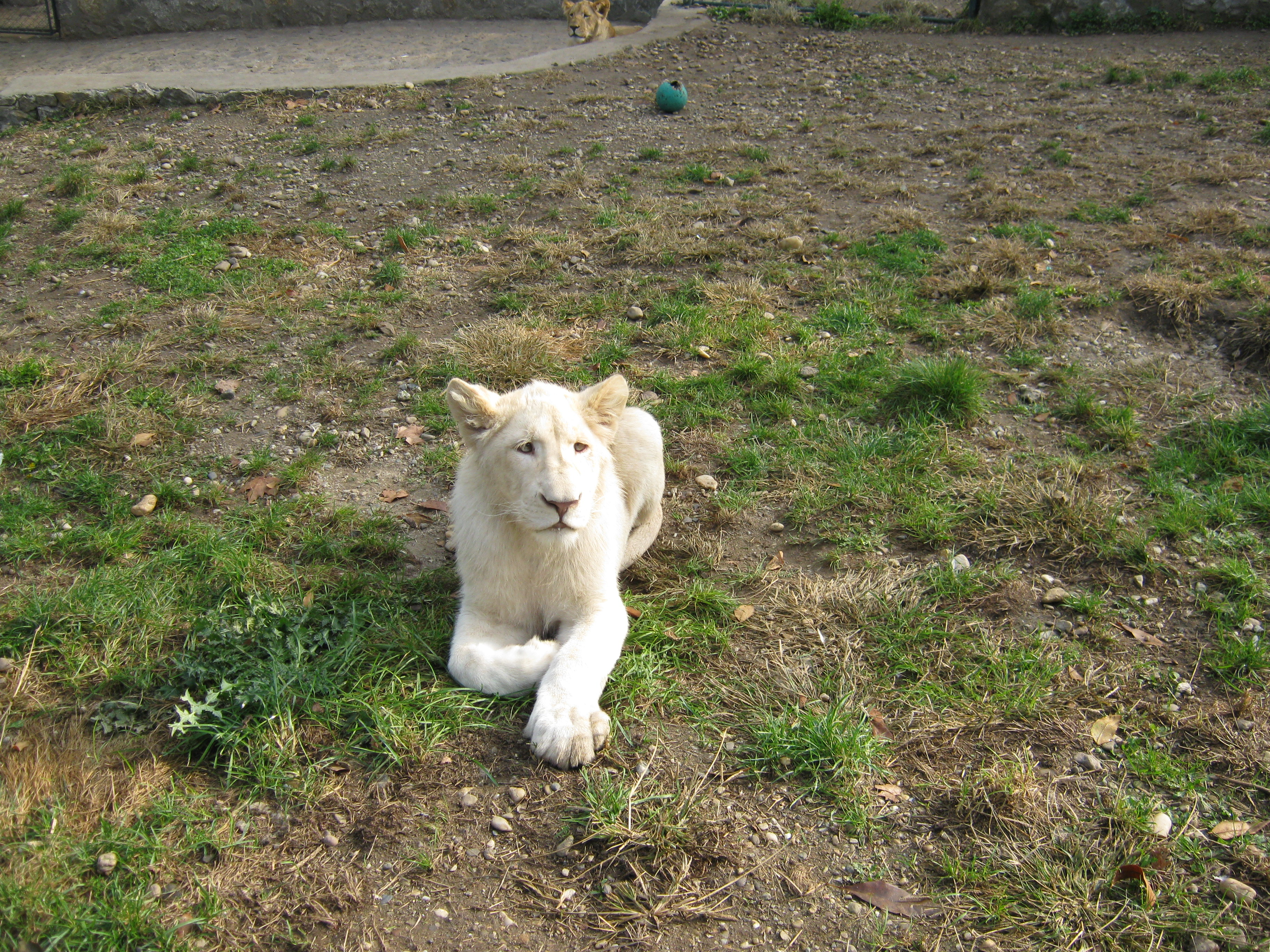
Rzadka rasa białych lwów.
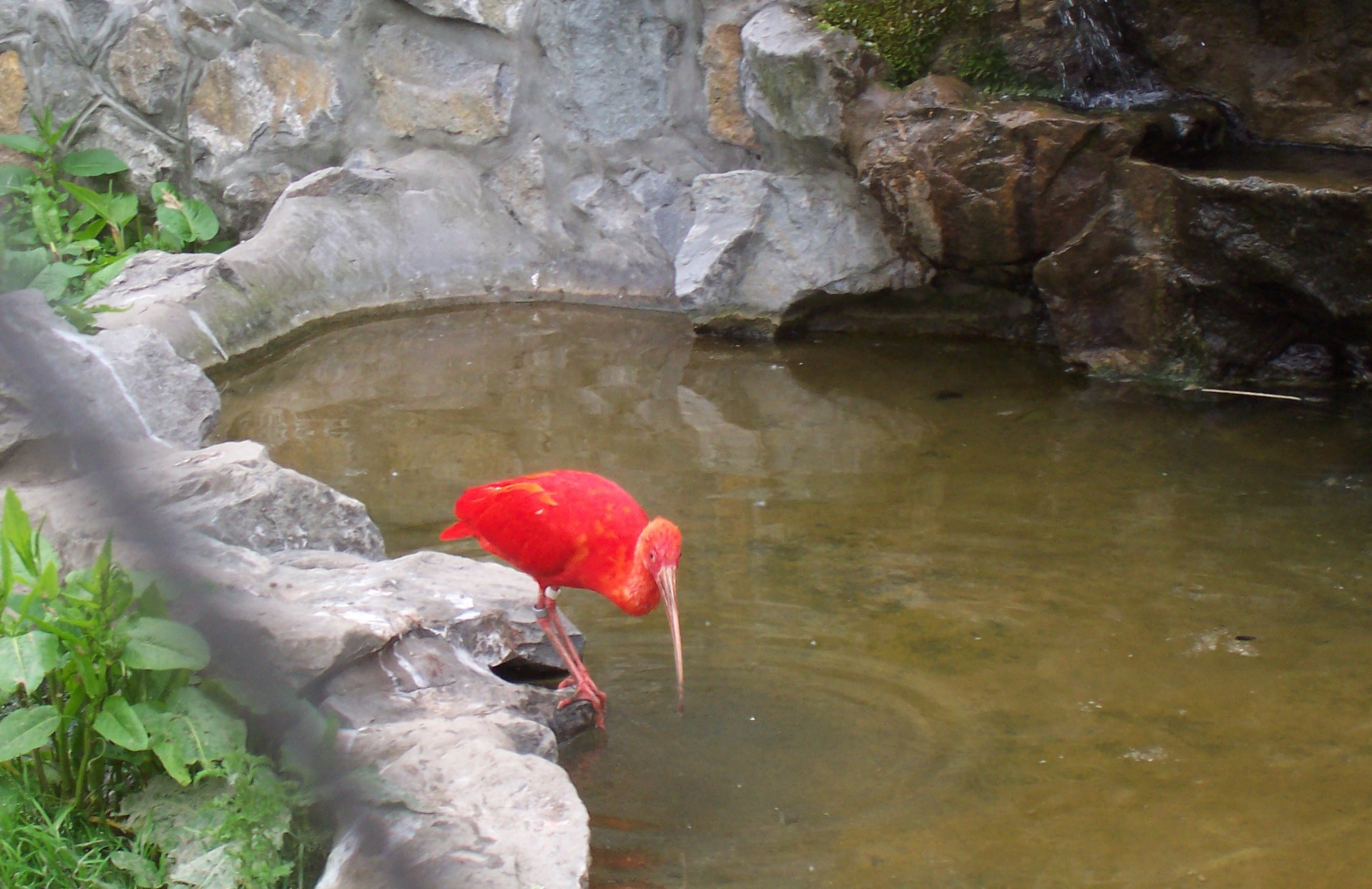
Szkarłatny Ibis.
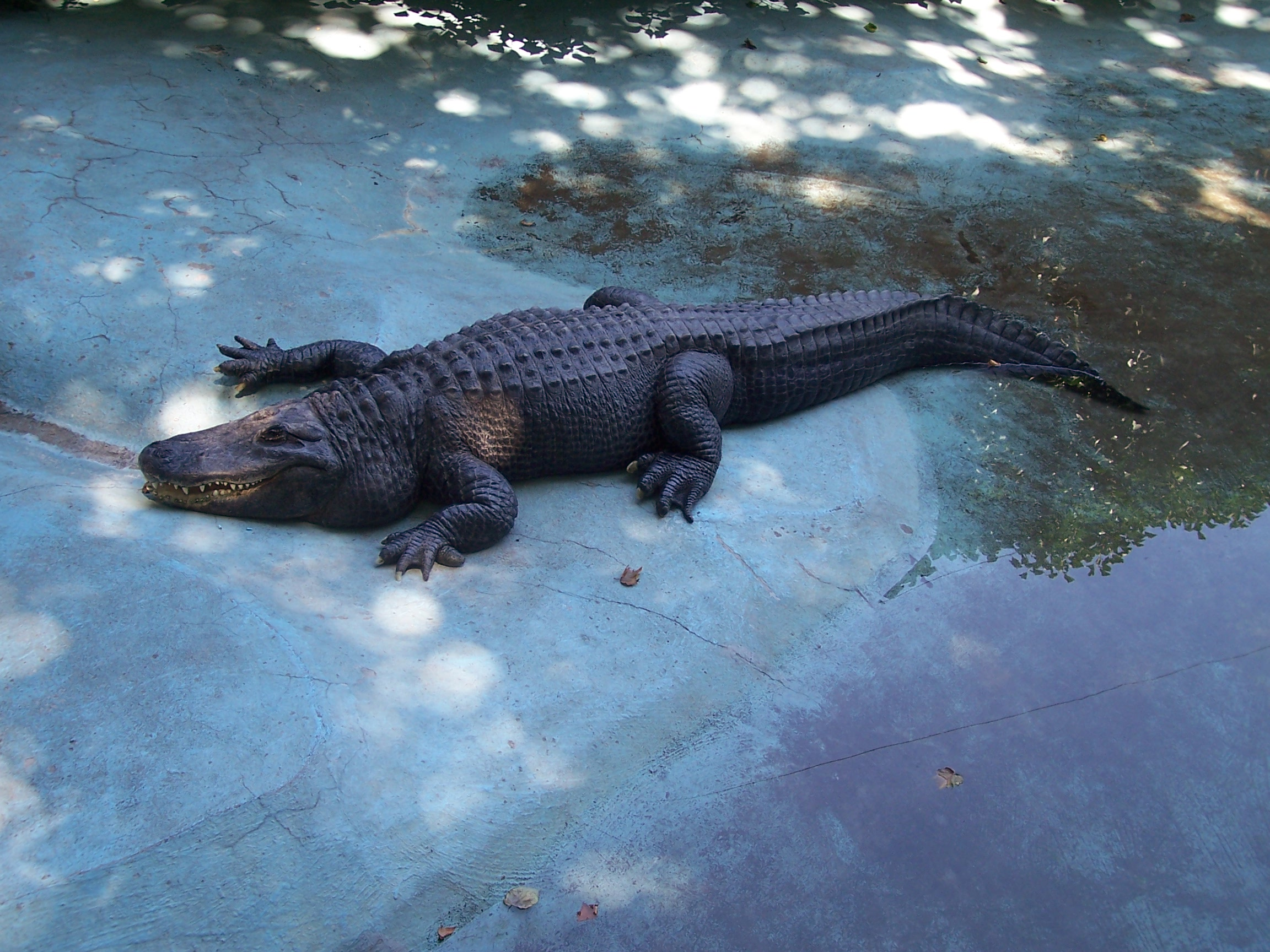
Aligator.
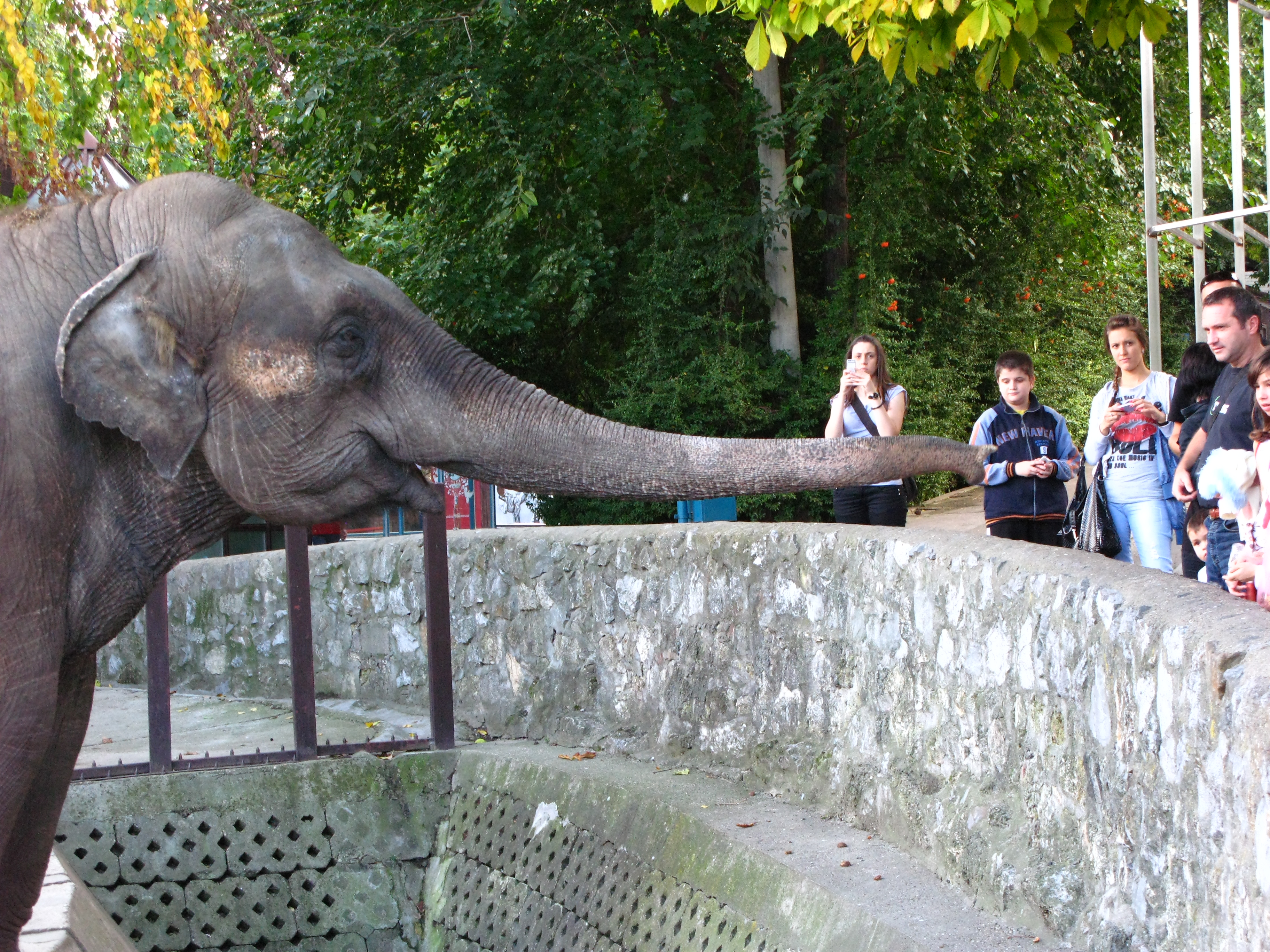
Słoń.
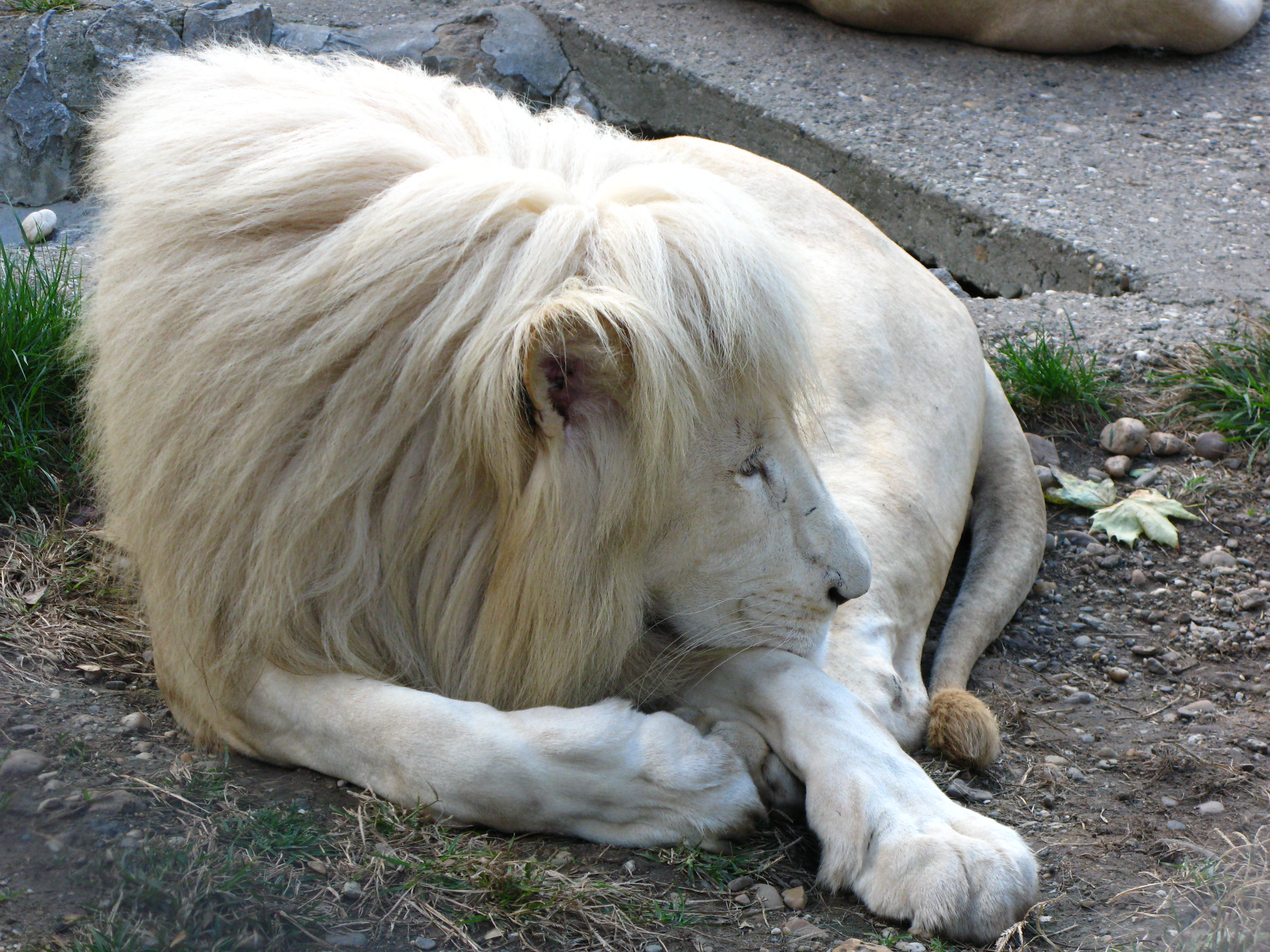
Biały lew.
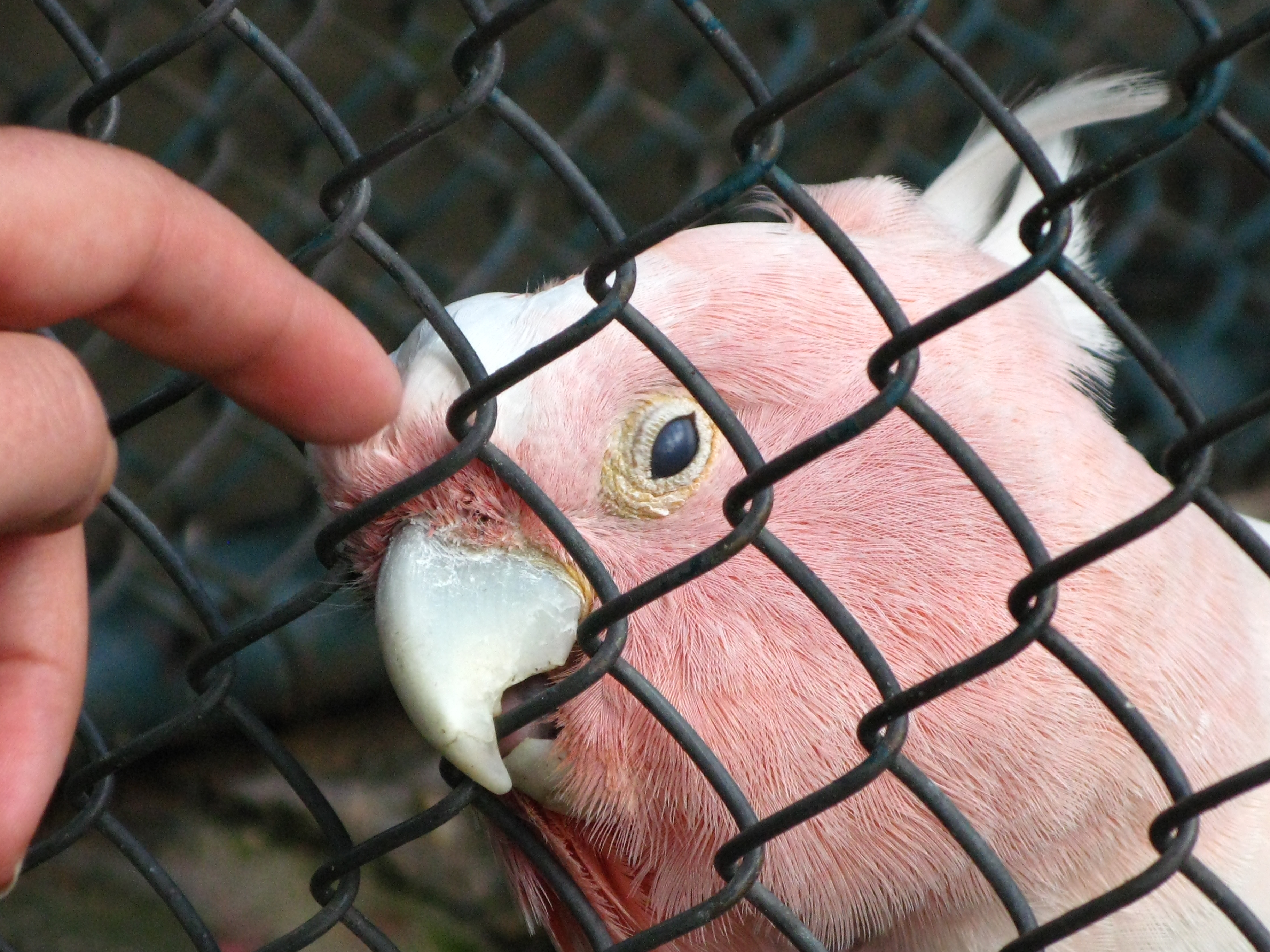
Ara.
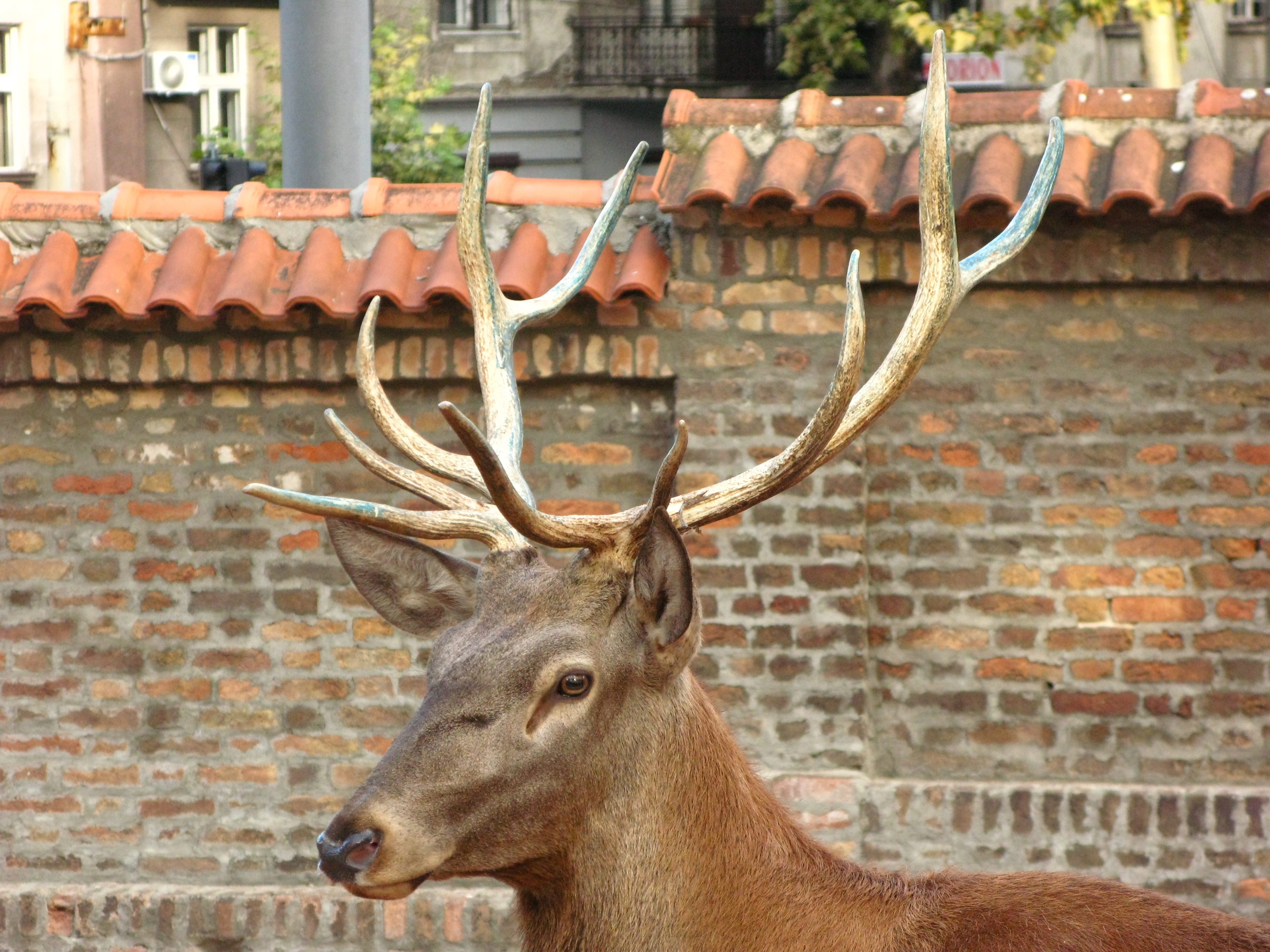
Jeleń.